# Matthias von Saldern (Erziehungswissenschaftler)
Matthias von Saldern (* 21. November 1953; † 21. September 2020) war ein deutscher Erziehungswissenschaftler und Hochschullehrer an der Universität Lüneburg und an der  Berufsakademie Lüneburg.

## Familie
Matthias war der Sohn von Manfred von Saldern (* 1921) und dessen erster Ehefrau Hildur Marschalk von Bachtenbrock (1928–1986). Er heiratete am 30. Dezember 1988 Christiane Engel (* 1961), mit der er die Kinder hatte:
- Anna Katharina (* 1989)
- Lars Michael (* 1992)

Seine Halbschwester ist die ehemalige Basketballspielerin Sophie von Saldern (* 1973).

## Beruflicher Werdegang
Matthias von Saldern leistete Wehrdienst bei der Bundeswehr und wurde selbst Offizier. Er studierte Erziehungswissenschaften und Neuere Geschichte an der Helmut-Schmidt-Universität der Bundeswehr in Hamburg und der Gottfried Wilhelm Leibniz Universität Hannover. An der Universität Koblenz-Landau wurde er promoviert (summa cum laude) und habilitierte sich in Erziehungswissenschaft. Danach lehrte er Erziehungswissenschaft in Freiburg und Wirtschaftspädagogik in Kiel. Außerdem war er im Bildungsministerium Rheinland-Pfalz tätig.
Er war Mitglied des Instituts für Pädagogik und des Instituts für Evaluation und Qualitätsentwicklung der Leuphana Universität Lüneburg sowie Vizepräsident der Universität für Forschung und wissenschaftlichen Nachwuchs. Von Saldern war von 2008 bis 2014 Mitglied des Stiftungsrates der seit 2004 zur Stiftungsuniversität umgewandelten Hochschule in Lüneburg. Seit 2014 war er Geschäftsführender Gesellschafter der MvS Beratung UG, die im Bereich der Schulentwicklung und Politikberatung arbeitet.
Er arbeitete u. a. zur Inklusion, zum „längeren gemeinsamen Lernen“, zur Systemtheorie und zur Wissenschafts- und Erkenntnistheorie. Von Saldern war bis 2017 Mitglied des Fachausschusses Bildung der Deutschen UNESCO-Kommission und bis 2016 Mitglied des Beirates Inklusion des Bundesministeriums für wirtschaftliche Zusammenarbeit und Entwicklung. Er war Gründer und Mitherausgeber der Zeitschrift Empirische Pädagogik. Durch die SIG Study on Learning Environments der American Educational Research Association wurde er mit dem Patron Status und dem Longlife Membership ausgezeichnet.

## Schriften (Auswahl)
- Sozialklima von Schulklassen. Überlegungen und mehrebenenanalytische Untersuchungen zur subjektiven Wahrnehmung von Lernumwelten. Lang, Frankfurt am Main u. a. 1987, ISBN 3-8204-9573-8 (Zugleich Dissertation an der Erziehungswissenschaftlichen Hochschule Rheinland-Pfalz Landau, 1986).
- Mehrebenenanalysen. Beiträge zur Erfassung hierarchisch strukturierter Realität. Weinheim: Verlagsunion Psychologie, 1986, ISBN 3-621-54696-0.
- Erziehungswissenschaft und neue Systemtheorie. Duncker und Humblot, Berlin 1991, ISBN 3-428-07121-2.
- Schulleistung 2.0. Von der Note zum Kompetenzraster. Neumünster: BOD, 2011, ISBN 978-3-8423-7607-6.
- Grundlagen systemischer Organisationsentwicklung. Schneider, Baltmannsweiler 1998, ISBN 3-89676-041-6.
- Führen durch Gespräche. Schneider, Baltmannsweiler 1998, ISBN 3-89676-042-4.
- Befragung und Beobachtung im Betrieb. Schneider, Baltmannsweiler 1998, ISBN 3-89676-040-8.
- Inklusion. Deutschland zwischen Gewohnheit und Menschenrecht. Neumünster: BOD, 2012, ISBN 978-3-8482-1525-6.